# مرسدس کوماپوسادا

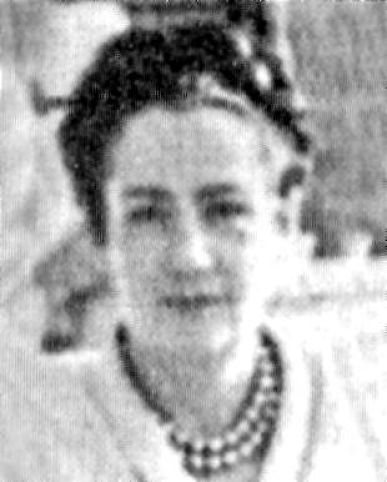
مرسدس کوماپوسادا

مرسدس کوماپوسادا گین (به اسپانیایی: Mercedes Comaposada Guillén) (همچنین مرسدس گین؛ بارسلونا زاده ۱۴ اوت ۱۹۰۱ پاریس – درگذشته ۱۱ فوریه ۱۹۹۴) آموزگار، وکیل، و آنارکو فمینیست اسپانیایی بود. او با لوسیا سانچز ساورنیل و آمپارو پوچ و گاسکون، بنیانگذار سازمان زنان آزادیخواه، موخرس لیبرس بود.  وی در انقلاب اسپانیا۱۹۳۶ شرکت کرد. به غیر از مقالات متعددی که وی برای مطبوعات نوشت، کوماپوسادا چندین اثر را منتشر کرد. برخی از آنها با نام مرسدس گویلن_ نامی که در محافل آزادیخواهانه مشهور بود_می‌باشد.

## آثار برگزیده
- چکیده‌ها (۱۹۳۷)
- زنان در انقلاب ما(۱۹۳۷)
- علم در کوله پشتی(۱۹۳۸)
- گفتگوها با هنرمندان اسپانیایی مدرسه پاریس (۱۹۶۰، با مرسدس گین)
- پیکاسو (۱۹۷۳، با مرسدس گین)

### کتابشناسی - فهرست کتب
- Kaplan, Gisela (11 October 2012). Contemporary Western European Feminism. Routledge. ISBN 978-0-415-63681-0.